# Vinarija
Vinarija ili vinski podrum je pogon za proizvodnju, skladištenje i pretakanje vina, djelomično ukopan u zemlju ili pod zemljom. Često je smješteno u blizini vinograda. U vinarijama se odvijaju svi postupci proizvodnje vina iz grožđa te se proizvedeno vino čuva u drvenim bačvama i po potrebi pretače za maloprodaju. Osim pogona i skladišnih prostora, unutar vinarije često su uređene gostionice i kušaonice vina, često smještene i uzduž vinskih cesta. U primorskim krajevima Hrvatske vinski se podrum naziva konoba, a u sjeverozapadnoj Hrvatskoj vina se proizvode (a nerijetko i čuvaju) u nadzemnim, najčešće od hrastova drva izgrađenim kletima.  
U suvremenim uvjetima industrijske podjele rada (specijalizacije) najjednostavnija podjela podruma po namjeni bila bi proizvođački, komercijalni, ili podrumi za specijaliziranu proizvodnju (npr. pjenušca, odležavanje vinjaka itd.). Prema načinu izgradnje najjednostavnije ih je dijeliti na nadzemne, podzemne i miješane (kombinirane). Podrumske prostorije, pak, mogu biti glavne (za izvođenje tehnološkog procesa) i pomoćne (za ostale potrebe npr. skladištenja ambalaže, radionice za popravak suđa i strojeva, pogonski laboratorij, strojarnica, kušaonica, garderobne i sanitarne prostorije i dr.).
Prve industrijske vinarije u Hrvatskoj izgrađene su pod stručnim vodstvom prof. Vanje Žanka 1949. u Imotskom i Benkovcu te 1951. u Umagu i Starigradu na Hvaru.
Vinarije su glavni proizvodni pogoni vinarstva, dok su vinogradi prostori za proizvodnju u vinogradarstvu.